# Mr. Deeds – Náhodný milionář
Mr. Deeds – Náhodný milionář je americká filmová komedie z roku 2002, kterou natočil režisér Steven Brill podle scénáře Tima Herlihyho. Scénář byl napsán na motivy knihy Opera Hat od Clarence Budingtona Kellanda. Hlavní roli, postavu jménem Longfellow Deeds, ve filmu ztvárnil Adam Sandler. Dále ve filmu hráli například Winona Ryder, John Turturro a Steve Buscemi. Hudbu k filmu složil Teddy Castellucci. Dále v něm byly použity písně of Petera Townshenda či skupin U2 a Yes.